# Kongo-Franc
Der Kongo-Franc ist die Währung der Demokratischen Republik Kongo. Er ist nicht zu verwechseln mit der Währung der Republik Kongo, dem CFA-Franc, und ihrer früheren zeitweisen Währung, die ebenfalls als „Kongo-Franc“ bezeichnet wurde.
Die seit 2005 aktuelle Banknotenserie weist Nennwerte von 50, 100, 200, 500, 1000, 5000, 10.000 und 20.000 Franc auf. Münzen mit den Nennwerten 25 und 50 Centimes, sowie 1, 5, 10 und 20 Franc, letztere in Silber und Gold, wurden für Sammler geprägt, befinden sich jedoch nicht im Umlauf.

## Erster Franc, 1887–1967

Münze zu 2 Francs von 1947

Belgisch Kongo hatte bereits zur Kolonialzeit eigene Münzen und Banknoten nach dem Vorbild des Belgischen Francs. Der Wert eines Kongo-Franc betrug 0,418422 Gramm Feingold und war dem Wert eines Belgischen Franken gleichgesetzt. Als Folge der Weltwirtschaftskrise in den 1930er Jahren wurde der Wert auf 0,0301264 Gramm Feingold für einen Franc gesenkt.
Am 4. November 1908 wurde Belgisch-Kongo in die Lateinische Münzunion aufgenommen und verausgabte in der Folgezeit Münzen nach den Bestimmungen der Union. Ab 1916 wurde der Kongo-Franc de facto Zahlungsmittel in den belgisch besetzten Gebieten Deutsch-Ostafrikas, die ab 1919 zum Mandatsgebiet Ruanda-Urundi wurden. Von 1927 bis 1952 nahm die Banque du Congo Belge als Emissionsbank die Rolle einer Zentralbank wahr, danach war bis zur Unabhängigkeit des Kongo die Banque Centrale du Congo Belge et du Ruanda et du Urundi für die Ausgabe von Münzen und Banknoten verantwortlich.
Nach der Unabhängigkeit von 1960 behielt man zunächst die alte Währungsbezeichnung bei. 1967 wurde der Franc im Verhältnis von 1.000:1 durch den Zaïre abgelöst.

## Zweiter Franc, 1997–heute
Aufgrund der hohen Inflation wurde 1993 der Nouveau Zaïre eingeführt; er löste den alten Zaïre im Verhältnis von 1:3.000.000 ab.
Als 1997 der Name des Landes von Zaire zurück auf Demokratische Republik Kongo wechselte, erhielt auch die Währung wieder den Namen Franc. Der Umtausch erfolgte im Verhältnis von 100.000 Nouveaux Zaïres = 1 Franc.
- 1 Kongo-Franc (CDF) = 100.000 Nouveaux Zaïres (ZRN) = 3·1011 Zaïres (ZRZ) = 3·1014 Kongo-Francs (1887–1967)